# A Long Hot Summer
Albums de Masta Ace
Hits U Missed
(2004) Hits U Missed Vol. 2
(2005)
Singles
1. Good Ol' Love
Sortie : 1er juillet 2004
2. Beautiful
Sortie : 29 juillet 2004
3. Da Grind
Sortie : 27 décembre 2004

A Long Hot Summer est le troisième album studio de Masta Ace, sorti le 3 août 2004.
Il s'agit de la suite de son album-concept de 2001, Disposable Arts.
L'histoire suit Ace, un rappeur underground, pendant « un long été chaud » (A Long Hot Summer) à Brooklyn, accompagné par son ami Fats Belvedere. Ace traverse les rues de Brooklyn et part en tournée avec Fats Belvedere en tant que manager non officiel.
L'album s'est classé 44e au Top Independent Albums et 82e au Top R&B/Hip-Hop Albums.

## Listes des titres
| No  | Titre                                        | Contient un (des) sample(s) de                                                                    | Durée |
| --- | -------------------------------------------- | ------------------------------------------------------------------------------------------------- | ----- |
| 1.  | The Count (Interlude)                        |                                                                                                   | 2:11  |
| 2.  | Big City                                     | Think of Your Thoughts as Children de Philippe Wynne                                              | 3:01  |
| 3.  | Good Ol' Love                                | Hospital Prelude of Love Theme de Willie Hutch Top Billin' d'Audio Two Bernie Mac de Bernie Mac   | 3:46  |
| 4.  | Fats Belvedere (Interlude)                   |                                                                                                   | 0:38  |
| 5.  | Da Grind (featuring Apocalypse)              | How Long Will It Last de Jerry Butler et Brenda Lee Eager Hate Me Now de Nas featuring Puff Daddy | 3:27  |
| 6.  | H.O.O.D.                                     | Stares and Whispers de Freda Payne                                                                | 3:45  |
| 7.  | The Stoop (Interlude)                        |                                                                                                   | 0:53  |
| 8.  | Beautiful                                    | Wishing on a Star de Rose Royce                                                                   | 4:24  |
| 9.  | F.A.Y. (featuring Strick)                    | Better Off Dead d'Ice Cube                                                                        | 3:34  |
| 10. | Fats Crib (Interlude)                        |                                                                                                   | 0:35  |
| 11. | Soda & Soap (featuring Jean Grae)            | Black Gold de Phil Upchurch                                                                       | 4:12  |
| 12. | Do It Man (featuring Big Noyd)               |                                                                                                   | 2:56  |
| 13. | Brooklyn Masala (featuring Leschea)          | Sailing de Christopher Cross You Won't See Me Tonight de Nas featuring Aaliyah                    | 4:18  |
| 14. | The Proposition (Interlude)                  |                                                                                                   | 1:38  |
| 15. | Travelocity (featuring Punch & Words)        | Tu étais trop jolie de Charles Aznavour                                                           | 3:51  |
| 16. | The Ways                                     | Monochrome d'Alan Parker                                                                          | 3:28  |
| 17. | Wutuwankno (featuring Ed O.G.)               |                                                                                                   | 4:11  |
| 18. | The After Party (Interlude)                  |                                                                                                   | 1:08  |
| 19. | Oh My God (featuring The Beatnuts et Rahzel) | Punk Rock Rap des Cold Crush Brothers Get It Together des Beastie Boys featuring Q-Tip            | 3:50  |
| 20. | Cellmate (Interlude)                         |                                                                                                   | 1:16  |
| 21. | Revelations                                  |                                                                                                   | 3:50  |

| 22. | Globetrotter (featuring AKD) |      |
| 23. | GMO                          | 2:49 |

## Distribution
- Masta Ace : Lui-même
- Fats Belvedere : Lui-même
- Frankie Aikens : « E »
- Franklyn Grant, Jr. : L'homme de maintenance de l'hôtel
- Steve Dent : Le promoteur
- Michael Rapaport :  Le compagnon de cellule